# Eisothistos pumilus
Eisothistos pumilus är en kräftdjursart som beskrevs av Johann-Wolfgang Wägele 1979. Eisothistos pumilus ingår i släktet Eisothistos och familjen Expanathuridae. Inga underarter finns listade i Catalogue of Life.